# Nir Ecjon
Nir Ecjon (hebrejsky נִיר עֶצְיוֹן‎, doslova „Ecjonova louka“, v oficiálním přepisu do angličtiny Nir Ezyon, přepisováno též Nir Etzion) je vesnice typu mošav v Izraeli, v Haifském distriktu, v oblastní radě Chof ha-Karmel.

## Geografie
Leží v nadmořské výšce 182 m na zalesněných západních svazích pohoří Karmel, na hřbetu, který jižně od osady prudce spadá do údolí Nachal Hod a na severu do údolí Nachal Bustan (s přítokem Nachal Duchan).
Obec se nachází přibližně 5 km od břehů Středozemního moře, 72 km severoseverovýchodně od centra Tel Avivu a 12 km jižně od centra Haify. Nir Ecjon obývají Židé, přičemž osídlení v tomto regionu je převážně židovské. Ovšem 5 km na východ od vesnice leží na hřbetu Karmelu skupina sídel obývaných arabsky mluvícími Drúzy a 1 km jihovýchodně od mošavu stojí vesnice Ejn Chaud osídlená izraelskými Araby.
Nir Ecjon je na dopravní síť napojen pomocí lokální silnice číslo 7111, která sem odbočuje z dálnice číslo 4 v pobřežní nížině.

## Dějiny
Nir Ecjon byl založen v roce 1950. Jeho zakladateli byla skupina židovských osadníků, kteří byli během války za nezávislost v roce 1948 vysídleni z bloku židovských vesnic Guš Ecion (zejména z vesnice Kfar Ecion) jihozápadně od Jeruzalému. Dále sem přišli Židé vysídlení během války z kibucu Be'erot Jicchak. Ty doplnili skupiny židovských imigrantů z Francie, kteří přežili holokaust, a Židé ze severní Afriky. Místo pro založení nové vesnice si vybrali podle podoby zdejších kopců s krajinou v původním Guš Ecjon.
Jméno osady navazuje na název zničené vesnice Kfar Ecjon a dále je inspirováno biblickým citátem, Kniha Jeremjáš 4, 3: „Toto praví Hospodin mužům judským i jeruzalémským: „Zorejte si úhor, nesejte do trní.“
Původně šlo o kolektivně hospodařící kibuc, který se ale po třech letech transformoval na družstevní komunitu typu mošav šitufi. Katastrální území vesnice se rozkládá na ploše 3100 dunamů (3,1 km²), z čehož část leží přímo na svazích Karmelu, část v pobřežní nížině. Ekonomika je založena na zemědělství, průmyslu a turistickém ruchu, kterému zde slouží velký hotel se 124 pokoji (postaven na přelomu 20. a 21. století na místě staršího ubytovacího komplexu poškozeného lesním požárem v říjnu 1998).

## Demografie
Podle údajů z roku 2014 tvořili naprostou většinu obyvatel v Nir Ecjon Židé (včetně statistické kategorie „ostatní“, která zahrnuje nearabské obyvatele židovského původu ale bez formální příslušnosti k židovskému náboženství).
Jde o menší sídlo vesnického typu s dlouhodobě rostoucí populací. K 31. prosinci 2014 zde žilo 862 lidí. Během roku 2014 populace stoupla o 1,9 %.
| Rok            | 1961 | 1972 | 1983 | 1995 | 2001 | 2003 | 2004 | 2005 | 2006 | 2007 | 2008 | 2009 | 2010 | 2011 | 2012 | 2013 | 2014 |
| -------------- | ---- | ---- | ---- | ---- | ---- | ---- | ---- | ---- | ---- | ---- | ---- | ---- | ---- | ---- | ---- | ---- | ---- |
| Počet obyvatel | 452  | 244  | 707  | 812  | 843  | 834  | 830  | 841  | 879  | 877  | 898  | 887  | 880  | 906  | 833  | 846  | 862  |